# Megachile neli
Megachile neli är en biart som beskrevs av Cockerell 1937. Megachile neli ingår i släktet tapetserarbin, och familjen buksamlarbin. Inga underarter finns listade i Catalogue of Life.